# Jewgienij Kowyrszyn
Jewgienij Siergiejewicz Kowyrszyn, ros. Евгений Сергеевич Ковыршин; błr. Яўгеній Сяргеевіч Кавыршын – Jauhienij Siarhiejewicz Kawyrszyn (ur. 25 stycznia 1986 w Elektrostali) – rosyjski hokeista z obywatelstwem białoruskim. Reprezentant Białorusi. Trener.

## Kariera zawodnicza
- Elemasz 2 Elektrostal (2002-2003)
- HK Brześć (2004-2006)
- HK Kieramin Mińsk (2006-2009)
- Dynama Mińsk (2009-2010)
- HK Szachcior Soligorsk (2009-2011)
- Siewierstal Czerepowiec (2011-2016)
- Dynama Mińsk (2016-2020)
- Junost' Mińsk (2020-2021)

Wychowanek rosyjskiego klubu Elemasz Elektrostal. Od 2004 grał na Białorusi. W 2011 został graczem Siewierstali Czerepowiec. W czerwcu 2013 przedłużył umowę o dwa lata, a w lipcu 2015 o rok. Od czerwca 2016 ponownie zawodnik Dynama Mińsk. W lipcu 2020 przeszedł do Junosti Mińsk.
Uczestniczył w turniejach mistrzostw świata w 2009, 2010, 2011, 2012, 2013, 2014, 2015, 2016, 2017, 2018 (Elita), 2019 (I Dywizja).

## Kariera trenerska
W połowie 2022 wszedł do sztabu trenerskiego w klubie HK Homel.

## Sukcesy
Reprezentacyjne
- Awans do MŚ Elity: 2019

Klubowe
- Srebrny medal mistrzostw Białorusi: 2007 z Kieraminem Mińsk, 2010 z Szachciorem Soligorsk
- Złoty medal mistrzostw Białorusi: 2008 z Kieraminem Mińsk, 2021 z Junostią Mińsk
- Puchar Białorusi: 2008 z Kieraminem Mińsk
- Puchar Spenglera: 2009 z Dynama Mińsk

Indywidualne
- Mistrzostwa Świata w Hokeju na Lodzie 2015/Elita:
  - Drugie miejsce w klasyfikacji skuteczności wygrywanych wznowień: 66,67%[6]
- Puchar Spenglera 2016:
  - Skład gwiazd turnieju[7]
- Mistrzostwa Świata w Hokeju na Lodzie 2017/Elita:
  - Jeden z trzech najlepszych zawodników reprezentacji w turnieju[8]
- Mistrzostwa Świata w Hokeju na Lodzie 2019/I Dywizja:
  - Trzecie miejsce w klasyfikacji asystentów turnieju: 4 asysty[9]